# 現代日報
《現代日報》曾是香港一份中文報章，以『現代日報 ● 今日態度』及『短小精悍 ● 廢話少講』作格言，於1993年11月9日創刊，直至1994年11月26日停刊。
《現代日報》由當時的《明報》主席品海創辦，參考一些歐洲國家的報章，採用小报的編排方法，並以一些軟性新聞作為頭條，與當時的香港主流報章以時事及突發新聞為主的編採路線有分別。
但其大膽創新的路線並未為香港讀者接受，因此在創刊剛好1年多，便因經營問題而停刊。

## 外部連結
- katana's blog 拙劍園:1994現代日報の悲劇 （页面存档备份，存于）
- 香港電台《傳媒春秋》提及《現代日報》 [永久]